# Micaela Bastidas
Micaela Bastidas (Tamburco, 23 de junho de 1744 - Cusco, 18 de maio de 1781) foi a líder e a principal estrategista da revolução indígena peruana, ocorrida no século XVIII, contra a exploração do Império Espanhol no Peru. Atualmente, é considerada uma das heroínas da independência do Peru.

## Biografia
Micaela Bastidas Puyucahua nasceu em 23 de junho de 1744, em Tamburco, como filha de Josefa Puyucahua e Manuel Bastidas. Casou-se, na Igreja Nossa Senhora da Purificação de Surimana, em 25 de maio de 1760, com José Gabriel Condorcanqui Túpac Amaru II, com quem teve 3 filhosː Hipólito, em 1761; Mariano, em 1762; e Fernando, em 1768. Viveu com seu marido e filhos em Surimana, povoado natal de Tupac Amaru II. A profissão de seu marido fazio-o ficar longos períodos viajando, e Bastidas ficava responsável pelos cuidados dos filhos, administração da casa e dos negócios comerciais do marido.
Os indígenas estavam insatisfeitos com a Coroa Espanhola, que estavam cobrando altos tributos e explorando demasiadamente a mão de obra indígena nas minas. Túpac Amaru II tentou, através de diálogo, protestar contra a exploração indígena. Recebendo a negativa da Coroa de tratar sobre o assunto, Bastidas, junto com seu marido, organizou rebeliões indígenas contra o exército espanhol. Após capturar o corregedor espanhol Antonio de Arriaga, Bastidas com domínio da língua quíchua, mobilizou indígenas, mestiços, crioulos, afro-peruanos, entre outros, para lutarem a favor da independência peruana contra os espanhóis. Como líder da rebelião, foi a pessoa responsável por traçar toda a estratégia de deslocamento do exército; por captar armas e alimentos; e administrar a retaguarda.

Bastidas foi capturada e condenada por "rebelião contra a majestade, (...) contra o Reino, e especialmente contra a cidade. (...) por ter cometido o mais execrável e atroz crime, o mais enorme que pode ser cometido por um vassalo contra o seu Soberano e Senhor natural."; e em 18 de maio de 1781, foi torturada e executada em público, na Praça de Armas de Cusco, junto com seu marido e seus filhos mais velho, sendo poupado o mais novo, Fernando; que após presenciar a tortura e execução de sua família, foi exilado do Peru.